# Daly Waters
Daly Waters é uma pequena localidade localizada no Território do Norte, na Austrália. Tem cerca de 50 habitantes e fica a cerca de 620 km a sul de Darwin, na interseção da Savannah Way com a Stuart Highway.

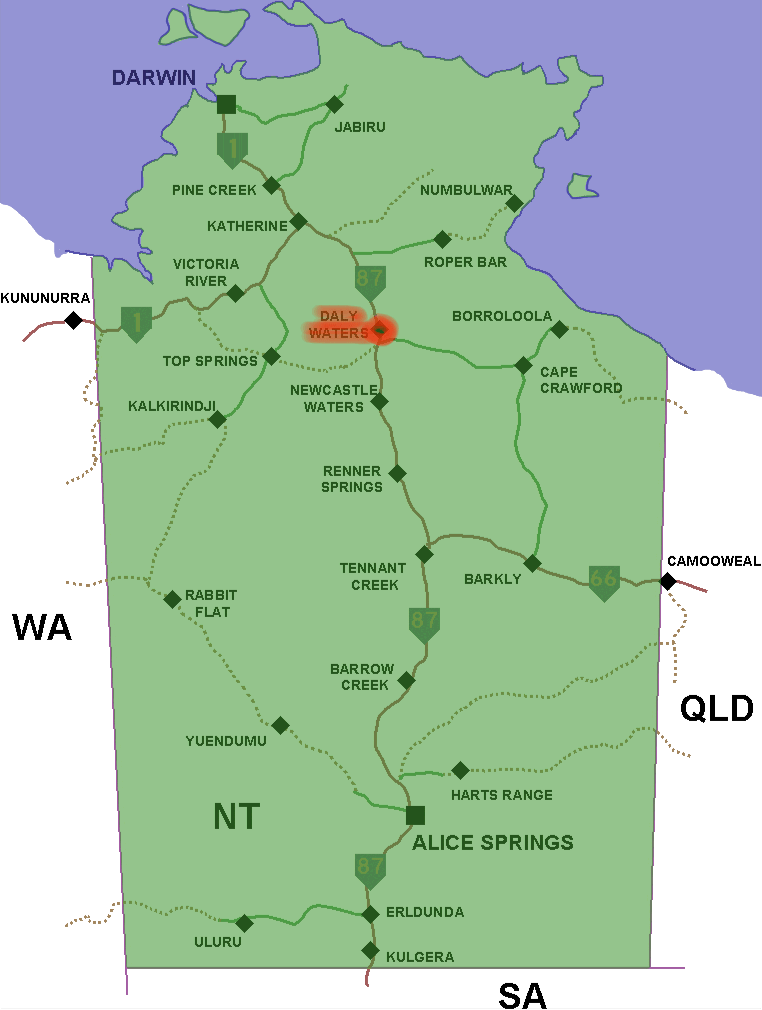
Localização de Daly Waters, Território do Norte